# Abra alba
Syndesmye blanche, Telline blanche
Espèce
Synonymes
- Abra pellucida (Brocchi, 1814)[1]
- Amphidesma boisyianum Leach, 1852[2] [1]
- Amphidesma boysiana Leach in Gray, 1852[2] [1]
- Erycina renieri Philippi, 1836[2] [1]
- Erycina tumida Brusina, 1865[2] [1]
- Mactra alba W. Wood, 1802[2] [1]
- Mactra boisyi Montagu, 1803[2] [1]
- Mactra boysii Montagu, 1803[2] [1]
- Scrobicularia alba var. oblonga Marshall, 1893[2] [1]
- Scrobicularia alba (W. Wood, 1802)[2] [1]
- Syndesmya alba var. apesa de Gregorio, 1884[2]
- Syndesmya alba var. curta Jeffreys, 1864[2]
- Syndesmya alba (W. Wood, 1802)[2]
- Syndosmya alba var. major Recluz, 1843[2]
- Syndosmya alba (W. Wood, 1802)[2]
- Syndosmya alba Wood, 1802[3]
- Syndosmya apelina Récluz, 1843[2]
- Syndosmya occitanica Récluz in Chenu, 1844[2]
- Tellina pellucida Brocchi, 1814[2]
- Tellina semidentata Scacchi, 1833[2]

Abra alba, la Syndesmye blanche ou Telline blanche (en anglais White furrow shell), est une espèce de petits mollusques bivalves abondants dans les eaux atlantiques de l'Europe et en Méditerranée.

## Description
Comme les autres représentants du genre Abra, Abra alba a une coquille blanche et fragile. Sa taille peut atteindre 25 mm mais est en moyenne de 15 mm. Il se nourrit de détritus.

## Habitat, répartition
Il s'agit d'une espèce dominante sur les fonds vaseux et sablo-vaseux, entre le niveau des basses mers et 70 m de profondeur (maximum 521 m de profondeur).
Les ichtyologues constatent une remontée vers le nord de l'espèce, probablement en raison du réchauffement des eaux marines, dans le contexte du réchauffement climatique.

## Toxicologie, écotoxicologie
C'est un animal filtreur qui se montre sensible à certains polluants, dont pétroliers.
On a montré après la marée noire de l'Amoco Cadiz que cette espèce a mis plus de 10 ans à reconstituer ses populations en baie de Morlaix, où elle est présente à raison d'une biomasse de 10 à 11 grammes par mètre carré (moyenne annuelle de la biomasse en poids sec décalcifié) Le déficit de production dans les 11 années qui ont suivi la marée noire peut avoir affecté la biomasse des poissons se nourrissant de cette communauté.

## Prédateurs
Abra alba est consommé par divers poissons dont les merlans, les flétans nains, les limandes, les flets et les plies.

### Publication originale
- (en) Wood, 1802 : Observations on the hinges of British bivalve shells. Transactions of the Linnean Society of London, vol. 6, p. 154-176 (texte intégral).